# Gemerská Poloma
Gemerská Poloma (Hongaars: Veszverés) is een Slowaakse gemeente. Ze ligt in het oosten van het land en telt 2.056 inwoners.

## Ligging
Gemerská Poloma ligt aan de bovenloop van de rivier Sajó in een vallei nabij het Slowaaks Ertsgebergte, op een hoogte van 342 meter boven de zeespiegel. Door het dorp stroomt de waterloop "Súľovský potok", die in het zuiden van het dorp uitmondt in de Sajó. Het dorp ligt naast de spoorlijn Dobšiná-Rožňava, heeft een oppervlakte van 57,635 km², en ligt in het district Rožňava (regio Košice), negen kilometer ten noordwesten van de stad Rožňava. Het dorp wordt begrensd door het gebergte van de Slowaakse Karst. Er rondom verrijzen drie belangrijke bergen: de Turecká in het zuiden, de Volovec in het zuidwesten en de Sulova in het noorden.

## Geschiedenis

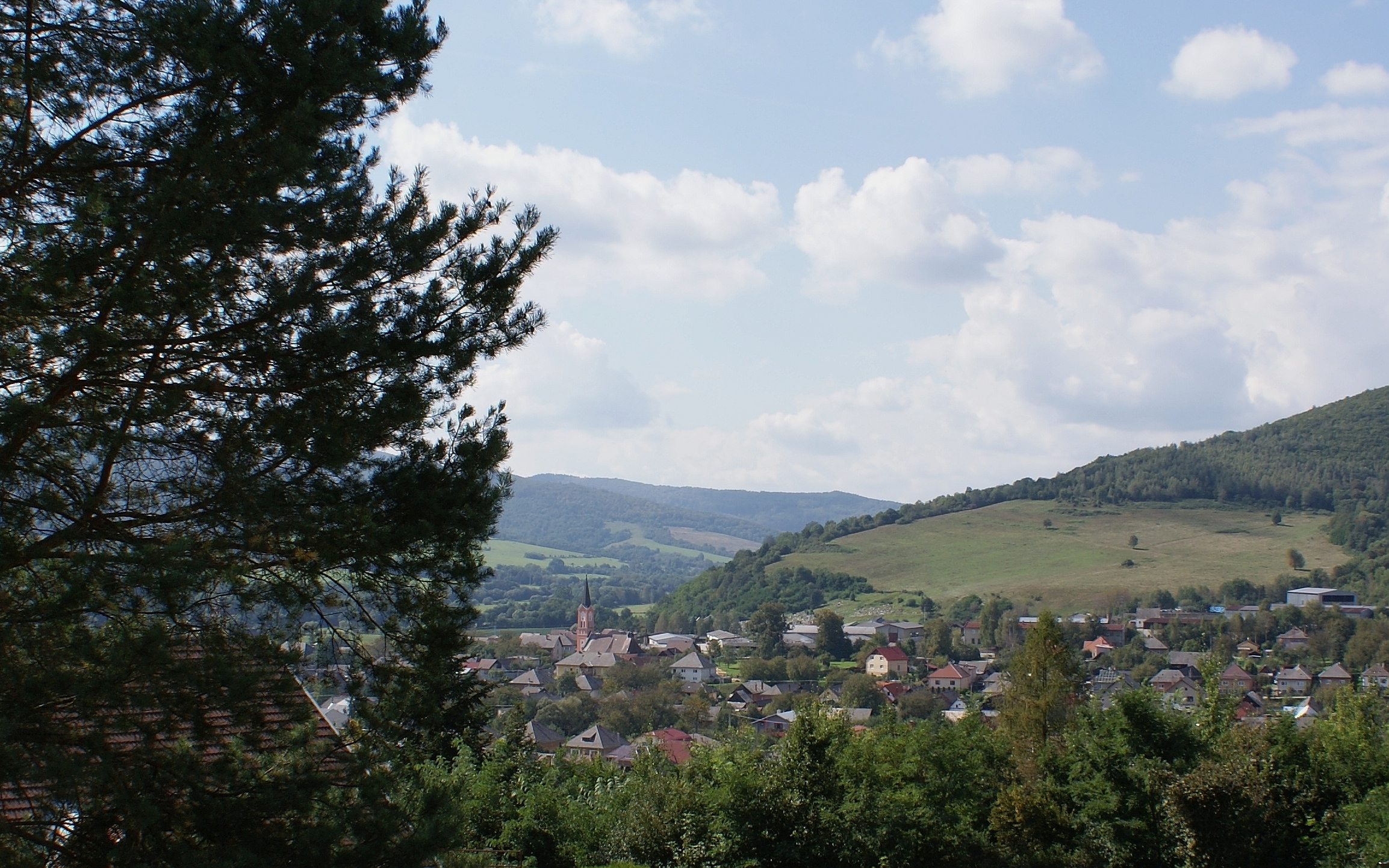
Gemerská Poloma ligt in een dal nabij het Slowaaks Ertsgebergte.
Op de achtergrond ziet men de Evangelische kerk, gebouwd in 1784.

De nederzetting werd gesticht in de 13e eeuw. In 1241 was het gebied onderhevig aan een Mongoolse invasie.
De plaats werd voor het eerst schriftelijk vermeld in 1282 als Vezueres en was toen onder de zeggenschap van de familie Bebek.
De oorspronkelijke Slowaakse naam van het dorp komt van "polom", wat "gebroken" betekent. Volgens de overlevering zou er op zekere dag in de buurt van het toenmalige dorp, in de bergen, een grote storm geweest zijn, die de woningen verwoestte. Om die reden beslisten de bewoners weg te trekken van de plaats des onheils, en zich dichter bij de rivier, op het huidige locatie, te vestigen.
De belangrijkste bezigheden van de middeleeuwse inwoners waren: het winnen van steenkool en het drijven van handel, de veeteelt, bosbouw, hout- en metaalbewerking evenals vrachtvervoer.
Aan het einde van de 14e eeuw maakte men onderscheid tussen Malá Poloma ("Klein Poloma") en Veľká Poloma ("Groot-Poloma"). In 1556 werd de plaats "Polomka" genoemd en in 1557 werden zowel Malá - als Veľká Poloma, door de Ottomaanse Turken veroverd. Dit leidde ertoe dat er aan de Turkse bezetter een tol moest betaald worden, en dat verscheidene inwoners wegvluchtten.
In 1563 sprak men over "Polom", en in het Hongaars had men het in 1566 over "Nagwezwereos".
Het bestuur door de familie Bebek uit Štítnik duurde tot 1567, toen de familie uitstierf ingevolge het vrijwel gelijktijdig overlijden van zowel de zoon als de ouders Bebek. Dientengevolge plaatste de Hongaarse koning het oord onder het bestuur van de familie Andrássy.
De naam van het dorp bleef variëren: anno 1580 sprak men over "Velyka Polon" en een centennium later, in 1680, was er sprake van: „Nagy Polom aliter Superior Veszveres” (latijnse benaming).
In het verloop van de eeuwen handhaafde de familie Andrássy het bestuur : graaf Urok Andrássy was op het einde van de 18e eeuw de landheer.
De kleine gemeenschap bleef niet van grote rampen gevrijwaard: in het jaar 1863 verwoestte een brand het dorp en enkele jaren later, tussen 1873 en 1875 overleden meer dan 150 dorpelingen aan een cholera-epidemie. Korte tijd nadien, men schrijft 1888, bleven na een alomvattende vuurzee slechts drie huizen ongeschonden. Later, in 1893, brandden ongeveer 50 huizen af, en in 1908 ging het nieuwe schoolgebouw in de vlammen op.
De gemeente maakte tot 1920 deel uit van het comitaat Gömör és Kis-Hont van het koninkrijk Hongarije. Met ingang van dat jaar, na het uiteenvallen van de Donau-monarchie, gingen Malá - en Veľká Poloma over naar het toenmalige Tsjecho-Slowakije.
Tijdens de Slowaakse Nationale Opstand op 16 oktober 1944, stortte een Sovjetvliegtuig neer op de berg Flós, waarbij 18 soldaten omkwamen.
Aan het einde van de Tweede Wereldoorlog, werd op 23 januari 1945 de Duitse bezetting doorbroken en werd de streek bevrijd door het 4e Roemeense leger dat vocht in het 2e Oekraïense front.

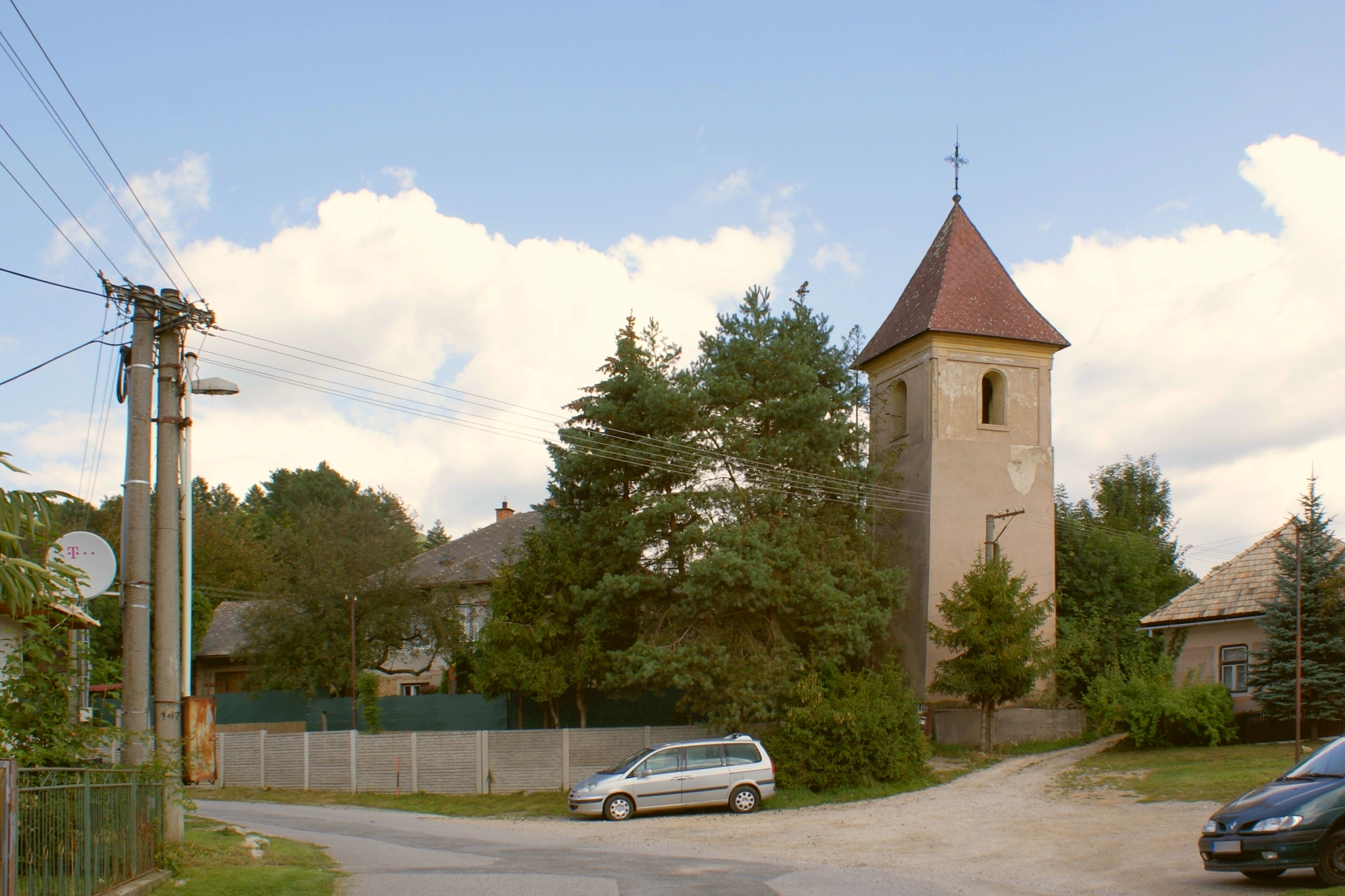
De oude klokkentoren van de voormalige Sint-Stephanuskerk
15e eeuw).

De huidige unitaire gemeente "Gemerská Poloma" ontstond in 1958 door de fusie van Malá - en Veľká Poloma.
Tsjecho-Slowakije kende in 1968 een periode van hervormingen die de "Praagse Lente" werd genoemd. Deze maatschappelijke veranderingen waren echter niet naar de zin van de andere Warschaupactlanden, met als gevolg dat de Sovjet-Unie, Bulgarije, Hongarije en Polen tussen 20 augustus 1968 en 20 september 1968 Tsjecho-Slowakije binnenvielen. Bij deze inval waren beiderzijds doden te betreuren. Gemerská Poloma beweende één overleden inwoner, met name: Štefan Ciberaj.

## Bevolking

### Etniciteit
Anno 1910 telde Malá Poloma ("Klein Poloma") 654 inwoners en Veľká Poloma (Groot-Poloma) had er 779. De meerderheid was Slowaak.
In 2001 was de verdeling van de bevolking als volgt:
- Slowaken - 95,44%
- Tsjechen - 0,51%
- Roma - 2,84%
- Hongaren - 0,61%

In 2011 noteerde men:
- 1.915 Slowaken - 93,14 %
- 75 Roma - 3,65 %
- 14 Hongaren - 0,68 %

### Religie

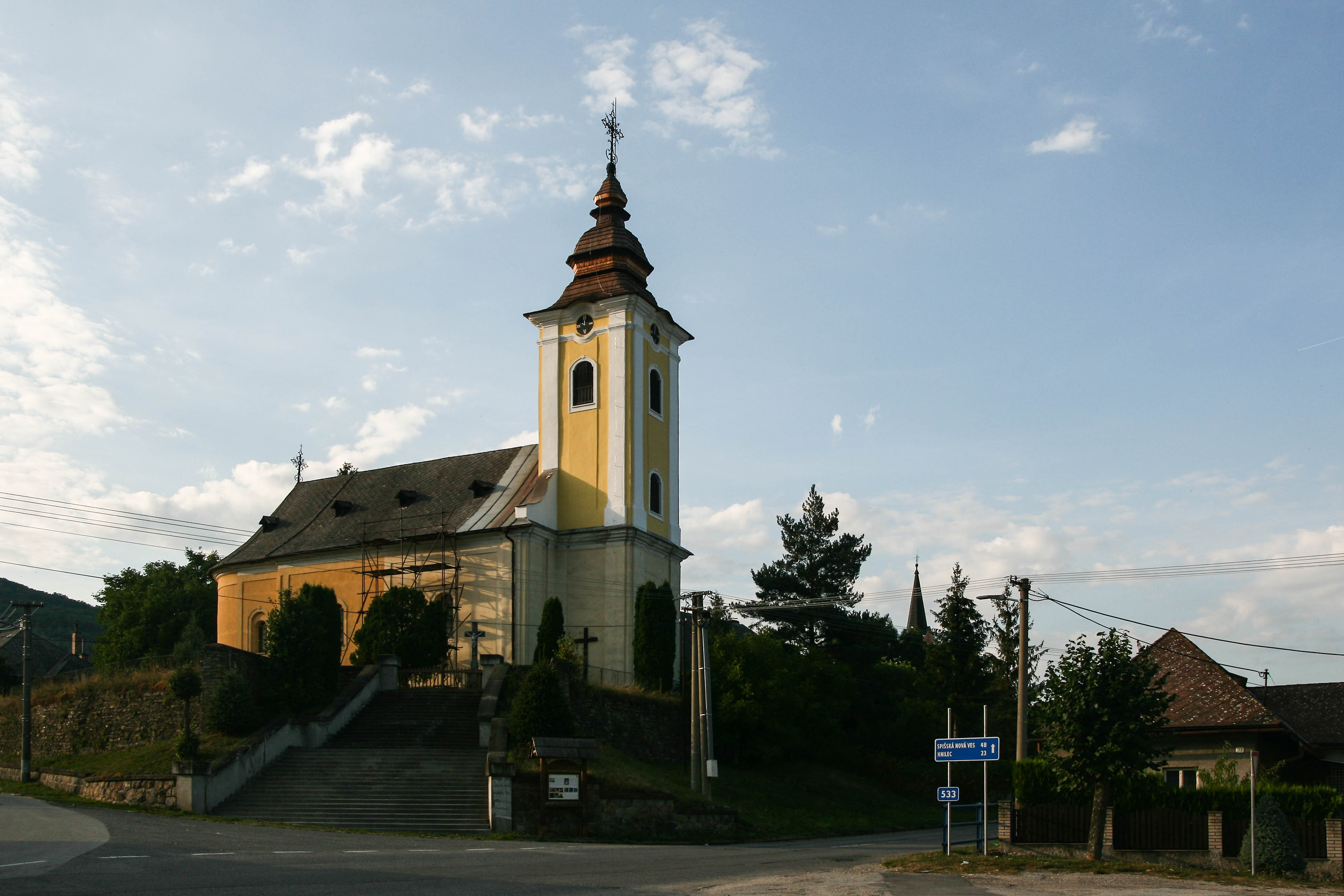
Sint-Jozefskerk gebouwd in 1802.

Samenstelling van de geloofsgemeenschappen in 2001:
- Rooms-katholieken - 16,86%
- Grieks-katholieken - 0,3%
- Hervormde Kerk - 64%
- Zonder godsdienst - 16%
- Geen opgave - 1,87%

### Bekende ingeboren personen
- Peter Kellner-Hostinský (°1823 - † 1873) was een belangrijke schrijver, filosoof, historicus en econoom.
- Peter Madac (° 1729 - † 1805) was een beroemde arts en een specialist in natuurkunde.

## Bezienswaardigheden
1. De Evangelische kerk uit 1784: een van oorsprong classicistisch gebouw met één schip, een rechthoekige koorsluiting en een toren. Ingevolge een reconstructie heeft ze thans een neoromaanse gevel. Het interieur bestaat uit :
  - een waardevolle barokke preekstoel uit het midden van de 18e eeuw,
  - een classicistisch altaar met een schilderij van I. Finsterbusch: "Christus en de kinderen" (1937).
2. De Rooms-Katholieke Sint-Jozefskerk uit 1802. Een barok-classicistische gebouw met één schip, een half cirkelvormige koorsluiting en een toren. De kerk onderging verbouwingen in 1898. In de toren bevindt zich een gotische klok van het einde der 15e eeuw. Graaf József Andrássy en zijn zoon Károly rusten in een graf van deze kerk. Opvallende elementen in de kerk zijn:
  - het altaar, gebouwd in 1802 in classicistische stijl en verfraaid met een 19e-eeuws schilderij dat de Heilige Familie voorstelt,
  - de preekstoel. Deze is versierd met een sculptuur "De Goede Herder" daterende uit de eerste helft van de 19e eeuw.
3. De 15e-eeuwse klokkentoren in de wijk "Malá Poloma" is het oudste religieus element in de gemeente. Het is een overblijfsel van de middeleeuwse Sint-Stephanuskerk die verwoest werd tijdens de godsdiensttwisten van de 16e en het begin van de 17e eeuw. Deze toren werd in de 18e eeuw in barokstijl en bij het begin van de 19e eeuw in classicistische stijl hersteld.
4. Een 19e-eeuwse koetsiersherberg in classicistisch stijl met twee verdiepingen in L-vorm. Dit gebouw is gelegen in Huta, in het noorden van het dorp.
5. Op de plaats van het vliegtuigongeluk de dato 16 oktober 1944 is in 1960 een monument opgericht ter herdenking van de "Slowaakse Nationale Opstand".

## Partnergemeente
- Pustá Polom, Tsjechië

## Openbaar vervoer

### Trein
Voor het openbaar vervoer per trein is Gemerská Poloma aangewezen op het station van Rožňava : « Zelezničná stanica Rožňava » (Slowaakse Spoorwegen). Dit station is gelegen aan de « Zelezničná 3011 Brzotin Kosicky 049 51 Rožňava » (nabij verkeersweg 16). Er zijn verbindingen naar Košice, Bratislava en omringende steden en gemeenten, hetzij rechtstreeks, hetzij met overstap.

### Autobus
Er is een busverbinding met het autobusstation van Rožňava. Daar zijn autobuslijnen naar andere bestemmingen beschikbaar.